# Sud-orientale (distretto di Mosca)
Il distretto amministrativo sud-orientale, in russo Юго-Восточный административный округ?, è uno dei 12 distretti amministrativi in cui è suddivisa la città di Mosca.
È servito dalle linee di metropolitana Tagansko-Krasnopresnenskaja, Ljublinsko-Dmitrovskaja e parte della Kalininskaja.
Viene suddiviso in 12 quartieri:
- Vychino-Žulebino (Выхино-Жулебино)
- Kapotnja (Капотня)
- Kuz'minki (Кузьминки)
- Lefortovo (Лефортово)
- Ljublino (Люблино)
- Mar'ino (Марьино)
- Nekrasovka (Некрасовка)
- Nižegorodskij (Нижегородский)
- Pečatniki (Печатники)
- Rjazanskij (Рязанский)
- Tekstil'ščiki (Текстильщики)
- Južnoportovyj (Южнопортовый)